# Brachytarsomys albicauda
Brachytarsomys albicauda е вид гризач от семейство Мишкови (Muridae). Видът не е застрашен от изчезване.

## Разпространение
Разпространен е в Мадагаскар.

## Описание
На дължина достигат до 22,5 cm, а теглото им е около 200 g.